# Nalkutan Football Club
El Nalkutan es un club de fútbol de Tanna, Vanuatu fundado en 1963 que compite en la Primera División de dicho país. Ha conseguido los títulos en las ediciones de 2016 y 2017.

## Palmarés
- Primera División de Vanuatu (1): 2016.